# Nolaszkói Szent Péter
Nolaszkói Szent Péter (Mas-Saintes-Puelles, 1189 – Barcelona, 1256. december 25.) szentként tisztelt középkori francia szerzetes, rendalapító.
Igen előkelő francia családban született Languedocban 1189-ben. A feljegyzések szerint már gyermekkorában is a kifogástalan életre törekedett. Később pénzt gyűjtött, majd szerzetes rendet alapított a hispániai és az észak-afrikai muszlim mórok fogságába esett keresztények kiszabadítására. Személyesen is elutazott a muszlimok uralma alatti területekre, és igyekezett lehetőségeihez mérten enyhíteni az ottani keresztények helyzetét. Erényes élete miatt maguk a muszlimok is tisztelték. Később Péter visszatért a hazájába, és egyszerű szerzetesként élte utolsó éveit. A feladatok végzése során is mindig a lehető legalantasabb és legjobban lebecsült feladatokat végezte el. 1256-ban hunyt el közel 70 éves korában. VIII. Orbán pápa avatta szentté 1628-ban. Egyházi ünnepe január 31.